# Малеев, Михаил Фёдорович
Михаи́л Фёдорович Мале́ев (10 июня 1899, слобода Большая Мартыновка, Сальский округ, область Войска Донского — 23 февраля 1964, Волгоград) — советский военачальник, генерал-майор (4 июня 1940 года).

## Начало биографии
Родился в селе Большая Мартыновка Сальского округа области Войска Донского в семье бедных казаков. Уже с двенадцати лет ему пришлось познать всю тяжесть батрацкого труда.

### Гражданская война
В феврале 1918 года призван в ряды РККА, после чего служил красноармейцем в отряде Ситникова (1-й Донской округ), в кавалерийском отряде С. М. Будённого, в 6-м отдельном эскадроне (1-я отдельная кавалерийская бригада) и в 4-й кавалерийской дивизии, а также принимал участие в боевых действиях на Южном фронте против войск под командованием генерала А. И. Деникина в районе Царицына и на территории Донской области.
С июня 1919 года служил младшим командиром и курсантом в полковой школе в составе 23-го кавалерийского полка (4-я кавалерийская дивизия) и принимал участие в боевых действиях против войск под командованием генерала А. В. Голубинцева в районе Прямой Балки. После окончания полковой школы с осени того же года Малеев участвовал в боевых действиях в ходе Воронежско-Касторненской, Харьковской, Донбасской, Ростово-Новочеркасской и Северо-Кавказской операций, а также в Егорлыкском сражении.
В мае 1920 года 4-я кавалерийская дивизия была включена в состав Юго-Западного фронта, после чего во время советско-польской войны принимала участие в боевых действиях на житомирском, новоград-волынском и львовском направлениях, а осенью того же года действовала на территории Северной Таврии и в Крыму против войск под командованием генерала П. Н. Врангеля.

### Межвоенное время
После окончания войны продолжил служить в составе 23-го кавалерийского полка (4-я кавалерийская дивизия) на должностях командира взвода, помощника командира эскадрона, командира хозяйственного взвода и командира эскадрона. В июне 1930 года был переведён в 19-й кавалерийский полк этой же дивизии, после чего служил на должностях командира эскадрона, начальника полковой школы и помощника командира полка по хозяйственной части. С декабря 1931 по июнь 1932 года учился на кавалерийских курсах усовершенствования командного состава имени С. М. Будённого.
В июне 1935 года назначен на должность командира 114-го кавалерийского полка (29-я кавалерийская дивизия). В декабре 1937 года Малеев повторно направлен на учёбу на кавалерийские курсы усовершенствования командного состава имени С. М. Будённого, после окончания которых в марте 1938 года назначен на должность командира 15-й отдельной Кубанской кавалерийской дивизии ( Забайкальский военный округ), в июле 1939 года — на должность начальника ремонтных курсов при Военно-ветеринарной академии РККА, а в сентябре того же года — на должность командира 3-й кавалерийской дивизии.

### Великая Отечественная война
С началом войны находился на прежней должности. Дивизия под командованием Малеева в составе 5-го кавалерийского корпуса (Южный фронт) вступила в бой утром 22 июня 1941 года, нанося контрудар по прорвавшимся на советскую территорию немецко-румынским войскам и прорвав кольцо окружения вокруг оборонявшихся пограничников. Затем в крайне тяжёлых условиях дивизия обороняла 40-км промежуток между Струмиловским и Рава-Русским укрепрайонами, сдерживая превосходящие силы противника и активно контратакуя его. В начале июля её передали вместе с корпусом на Юго-Западный фронт, где она участвовала в боевых действиях в районе городов Бердичев и Казатин. За образцовое выполнение боевых задании генерал-майор Малеев в ноябре 1941 года награждён орденом Красного Знамени. 25 декабря того же года 3-я кавалерийская дивизия была преобразована в 5-ю гвардейскую.
В январе 1942 года назначен на должность командира 17-го казачьего кавалерийского корпуса, формировавшегося в составе Северокавказского военного округа на базе ополчения кубанских и донских казаков. В феврале был ранен и после выздоровления в июне того же года назначен на должность инспектора кавалерии Закавказского фронта, а затем Черноморской группы войск этого же фронта, после чего принимал участие в боевых действиях в ходе битвы за Кавказ, в августе вновь был ранен.
В ноябре назначен на должность заместителя командира 5-го гвардейского Донского казачьего кавалерийского корпуса, а в марте 1943 года — командир 4-го кавалерийского корпуса, а после его присоединения к 7-му гвардейскому кавалерийскому корпусу в июне того же года назначен на должность командира этого корпуса, который вскоре принимал участие в боевых действиях в ходе Черниговско-Припятской и Гомельско-Речицкой наступательных операций.
В ноябре 1943 года вновь назначен на должность заместителя командира 5-го гвардейского Донского кавалерийского корпуса, после чего принимал участие в ходе Ясско-Кишинёвской, Дебреценской, Будапештской и Венской наступательных операциях, а также в аресте А. Г. Шкуро и П. Н. Краснова.

### Послевоенная карьера
После окончания войны находился на прежней должности, исполняющий дела заместителя командира корпуса. В декабре 1945 года назначен на должность командира 5-го гвардейского Донского казачьего кавалерийского корпуса, однако с июля 1946 года находился в распоряжении сначала командующего кавалерией Сухопутных войск, а затем командующего бронетанковыми и механизированными войсками Вооружённых сил и в октябре того же года назначен на должность командира 26-й гвардейской механизированной дивизии, а в январе 1947 года — на должность командира 8-й механизированной дивизии (Белорусский военный округ). После окончания академических курсов усовершенствования офицерского состава при Военной академии бронетанковых и механизированных войск вернулся на занимаемую должность, от которой в сентябре 1950 года был освобождён. В декабре того же года был назначен на должность заместителя командира 72-го стрелкового корпуса, а в октябре 1951 года — на должность начальника Объединённых курсов усовершенствования офицерского состава Приморского военного округа.
В августе 1955 года вышел в отставку в звании генерал-майора. Умер 23 февраля 1964 года в Волгограде.

## Воинские звания
- Полковник (29 января 1936 года);
- Комбриг (4 ноября 1939 года);
- Генерал-майор (4 июня 1940 года).

## Награды
- Орден Ленина (21.02.1945[6]);
- Шесть орденов Красного Знамени (1920[4], 06.11.1941[4], 29.03.1943[4], 27.02.1944[4], 03.11.1944[6], 1948[6]);
- Орден Суворова 2-й степени (13.09.1944[4]);
- Орден Кутузова 2-й степени (13.04.1945[4]);
- Орден Красной Звезды (16.08.1936[4]);
- Медали.